# Xenochrophis flavipunctatus
Xenochrophis flavipunctatus е вид змия от семейство Смокообразни (Colubridae).

## Разпространение
Видът е разпространен във Виетнам, Камбоджа, Китай, Лаос, Мианмар, Провинции в КНР, Тайван и Тайланд.